# Ole Ellefsæter
Ole Ellefsæter   (Furnes, 15 de febrer de 1939 - Ringsaker, 18 d'octubre de 2022) va ser un esquiador de fons noruec que destacà a la dècada del 1960.

## Carrera esportiva
Participà en els Jocs Olímpics d'Hivern de 1964 realitzats a Innsbruck (Àustria) en les proves de 15, 30 i 50 quilòmetres, destacant la vuitena posició aconseguida en aquesta última. En els Jocs Olímpics d'Hivern de 1968 ralitzats a Grenoble (França) on aconseguí guanyar la medalla d'or en la prova de 50 quilòmetres així com la de relleus 4x10 quilòmetres. En els Jocs Olímpics d'Hivern de 1972 realitzats a Sapporo (Japó) participà en les proves de 30 i 50 quilòmetres, destacant la desena posició d'aquesta última. En el Campionat del Món d'esquí nòrdic de 1966 disputat a Oslo (Noruega) aconseguí guanyar la medalla d'or en l'equip de relleus 4x10 km i la medalla de plata en la prova de 15 quilòmetres.
Al llarg de la seva carrera també participà en curses d'obstacles, d'entre les quals destaquen les sis victòries en el Campionat Nacional de Noruega en la prova de 3000 metres obstacles entre els anys 1960 i 1965. El 1965 li fou atorgat el premi Egebergs Ærespris.